# Brachysetodes nublensis
Brachysetodes nublensis är en nattsländeart som beskrevs av Oliver S. Flint Jr. 1970. Brachysetodes nublensis ingår i släktet Brachysetodes och familjen långhornssländor. Inga underarter finns listade i Catalogue of Life.